# جووانی گوئیدیتی
جووانی گوئیدیتی (انگلیسی: Giovanni Guidetti؛ زادهٔ ۲۰ سپتامبر ۱۹۷۲ در مودنا) مربی والیبال اهل ایتالیا است. جووانی در حال حاضر سرمربی تیم ملی والیبال زنان ترکیه و باشگاه واکیف بانک ترکیه است. جووانی تا به حال توانسته است یک مدال برنز جایزه بزرگ جهان و دو مدال نقره قهرمانی اروپا را با آلمان کسب کند و در رده باشگاهی نیز واکیف بانک را به قهرمانی جام باشگاه های جهان، لیگ برتر ترکیه و لیگ قهرمانان اروپا رسانده است. او در ۲۰ سپتامبر سال ۲۰۱۳ با بهار توکسی بازیکن تیم ملی زنان ترکیه ازدواج کرد.